# Molophilus spiculistylatus
Molophilus spiculistylatus là một loài ruồi trong họ Limoniidae. Chúng phân bố ở miền Australasia.